# Woman: Past and Present
Woman: Past and Present è un cortometraggio muto del 1913 scritto e diretto da Lem B. Parker che racconta di due generazioni di suffragette. Prodotto dalla  Selig Polyscope Company, aveva come interpreti Harold Lockwood, Kathlyn Williams, Eugenie Besserer, Al Ernest Garcia.

## Produzione
Il film fu prodotto dalla Selig Polyscope Company.

## Distribuzione
Distribuito dalla General Film Company, il film - un cortometraggio in una bobina - uscì nelle sale cinematografiche statunitensi il 4 giugno 1913.